# Formel Easter
Die Formel Easter war eine Motorsportmeisterschaft in den Ländern des Rates für gegenseitige Wirtschaftshilfe und galt als die Formel 1 des Ostens. Die Formel Easter oder auch E 1300 (später E 1600) war Nachfolge der Formel B8, die als Ersatz für die zu teuer und sich technisch zu weit entwickelnde Formel 3 zum Leben erweckt wurde. Sie wurde viele Jahre in den realsozialistischen Staaten als Monoposto-Rennserie im internationalen Vergleich als Pokal für Frieden und Freundschaft der sozialistischen Länder gefahren, welcher quasi einer osteuropäischen Europameisterschaft entsprach. Die dort teilnehmenden Länder waren neben der DDR die UdSSR, die ČSSR, Polen, Bulgarien, Ungarn und Rumänien.

## Das Reglement
Das Reglement umfasste formelfreie einsitzige Rennwagen mit 1300-cm³-Motoren (später 1600 cm³). Für die zumeist Eigenbau-Rennwagen durften nur Teile aus der Produktion des RGW verwendet werden, womit sich bald abzeichnete, dass fast ausschließlich Lada-Motoren zum Einsatz kamen. Die Getriebe wurden anfangs vom Saporoshez („Sapo“) verwendet. Als nahezu ideal stellte sich im Lauf der Zeit das Getriebegehäuse des Wartburg 311 bzw. noch besser des Wartburg 312 heraus. Alle Innereien wurden in Eigenproduktion oder nebenbei in volkseigenen Betrieben gefertigt. Die letzten Getriebeserien wurden von den Dresdner Rennfahrern Henrik Opitz und Stefan Perner gebaut. In den anderen Ländern wurden auch Getriebegehäuse vom Wartburg 353, Škoda und Dacia verwendet. Die Reifen stammten anfangs von Barum. Diese waren so hart, dass sie im Gegensatz zu heute bekannten Rennserien meist über mehrere Rennsaisons hinweg gehalten haben. Entsprechend niedrig war das Grip-Niveau. Zum Ende der 1980er Jahre kamen Prostor-Reifen sowjetischer Produktion (Dunlop-Lizenz) dazu. Diese waren zäher und weicher. Um international konkurrenzfähig zu sein, wurden ab den 80ern zunehmend Reifen westlicher Produktion (zumeist Michelin) verwendet, was zwar laut Reglement eigentlich verboten war, jedoch geduldet wurde. Diese Beschränkung wurde seit den späten 1970er Jahren nur noch von den DDR-Sportfunktionären durchgesetzt, den Sportlern der anderen sozialistischen Länder wurden diese Wege nicht versperrt, so zierten die sowjetischen, tschechoslowakischen, rumänischen usw. Autos schon längst Aufkleber westlicher Reifen-, Stoßdämpfer- und weiterer Zubehörhersteller.

## Die Rennwagen

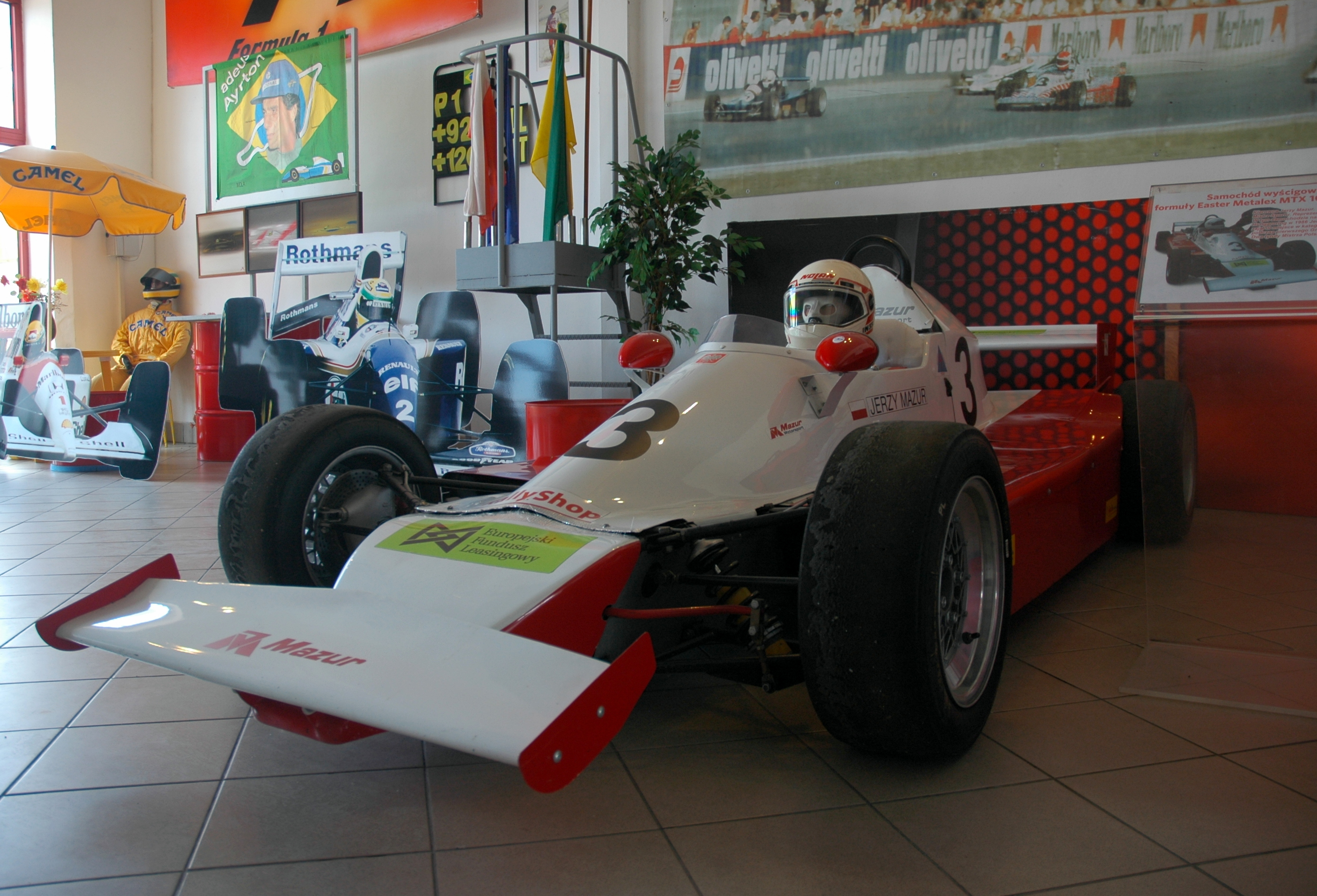
Metalex MTX 106 (1983)

In der DDR gab es seit den Eigenbaurennwagen der Nachkriegszeit u. a. von Paul Greifzu und den AWE-Werksrennwagen aus Eisenach immer wieder neue erfolgreiche Eigenentwicklungen von findigen Tüftlern wie Heinz Melkus oder Hartmut Thassler mit ihren Formel-Junior- und HTS-Rennern. Dem gegenüber standen die SEG-Rennwagen (SEG = Sozialistische Entwicklungs-Gemeinschaft). Der Erfolgreichste sollte dann aber die gemeinsame Entwicklung von Ulli Melkus und Hartmut Thassler, der SRG MT 77 werden. Mit ihm wurden viele nationale und internationale Siege errungen. Unter anderen wurde Ulli Melkus 1985 Gesamtsieger im Pokal für Frieden und Freundschaft. Der MT 77 räumte von Anfang bis Mitte der 1980er Jahre fast alles ab. Erst die Hightech-Renner Estonia der sowjetischen Nationalmannschaft beendeten den Siegeszug des MT 77 im internationalen Vergleich. Kein Wunder, wurde die Entwicklung dieses Renners im großen Stil mit entsprechender staatlicher Unterstützung der UdSSR betrieben und für damalige Zeiten exotische Materialien eingesetzt, wie etwa Querlenker aus Titan. Außerdem legte die Sowjetunion das Reglement etwas anders aus, als es gedacht war (direkt im Lada-Werk angefertigte Spezialteile, die nur rein äußerlich noch dem Serienteil entsprachen).
Die tschechoslowakischen MTX-Renner waren ebenfalls gute und nicht zu unterschätzende Renner, aber auch sie sahen gegen die Estonia am Ende der Formel-Easter-Zeit, welche ab 1991 durch die Formel Euro ersetzt wurde und nun völlig international war, kein Land.
1987 baute eine kleine Gruppe von Rennfahrern um Tilo Börner, Artur Röhlich und Hartmut Gerstberger den WK82-88 nach dem Vorbild der Flügelautos von Formel-1-Konstrukteur Willi Kausen. Deren Idee und Erstentwicklung begann bereits 1982. Die WK wurden trotz vielversprechender Ansätze nie richtig zu Ende entwickelt und der Umbruch in Europa beendete alle weiteren Bemühungen.

## Die Entwickler
Eine Gruppe unter Leitung von Ulli Melkus, der viele, vor allem Dresdner Rennfahrer und Mechaniker (u. a. Frank Nutschan, Jens Smollich, Henrik Opitz, Stefan Perner, Bernd Kasper, H.-J. Vogel, Nils-Holger Wilms, Holger Galle) angehörten, entwickelte (mit Auftrag und mit Geld des IFA-Kombinates Personenkraftwagen) mit dem ML 89 einen völlig neuen Rennwagenprototyp nach damaligem Formel-3-Reglement. Dieser erwies sich als nicht konkurrenzfähig. Die gesammelten Erfahrungen sollten in den Nachfolgetyp ML 90 einfließen, der vor allem Veränderungen der Radaufhängungen und eine verbesserte Gewichtsverteilung (etwas versetzter Motor mit Trockensumpfschmierung) aufweisen sollte. Die politische Wende in der DDR beendete das Projekt schließlich, die vorhandenen Rahmen wurden mit BMW-Motoren versehen und die Autos unter der Bezeichnung MB 90 von Ulli Melkus und Bernd Kasper noch ein paarmal eingesetzt. Die Entwicklung wurde mit dem tragischen Unfalltod von Ulli Melkus eingestellt. Ulli Melkus’ MB 90 befindet sich im Besitz des Dresdner Rennfahrers Nils-Holger Wilms und wird von ihm genau wie der ML-89-Prototyp von Henrik Opitz in der historischen Rennserie HAIGO sehr erfolgreich eingesetzt.

## Die Klassen
Neben der Klasse der E 1300 gab es in der DDR ab 1989 die Klasse E 1600, die bereits ab 1986 in den anderen sozialistischen Ländern eingeführt wurde, auch Formel Mondial genannt. Fast alle Spitzenfahrer der DDR sind 1989 in diese Klasse umgestiegen (bereits ab 1987 durften die Fahrer der Nationalmannschaft bei internationalen Wettbewerben diese Motoren einsetzen), die DDR-Meister dieser Klasse waren 1989 Bernd Kasper und 1990 Henrik Opitz. Daneben existierte auch noch die E600 mit Trabant-Technik, die gewissermaßen als Nachwuchs-Rennserie geplant war und liebevoll „Jan und Tini Klasse“ genannt wurde. Diese wurden aber nur am Berg gefahren und große Starterfelder kamen hier nie zustande. Ganz anders die E 1300, wo es zu Spitzenzeiten ca. 50 bis 60 Aktive, geteilt in die Leistungsklassen (LK) 1 und 2 gab. Die LK 2 war die Einstiegsklasse, die jeder durchlaufen musste und erst bei Erfolg in die LK 1 aufsteigen konnte. In der LK 1 wurden auch die DDR-Meisterschaften und die Pokalläufe bestritten, wobei die LK 2 nur eine DDR-Bestenermittlung ausfuhr. In der LK 2 durften nur reine Serienmotoren gefahren werden, dazu musste noch die 2. Stufe des serienmäßigen Lada-Vergasers deaktiviert werden.

## Die Rennstrecken
Zum Saisonanfang gab es das obligatorische Frühjahrstraining auf dem Schleizer Dreieck, bei dem auch die technische Jahresabnahme aller Rennsportklassen im damaligen DDR-Straßenrennsport durchgeführt wurde. Zu den DDR-Meisterschaftsläufen zählten sowohl Rundstreckenrennen wie auch Bergrennen. Die galt im Übrigen auch für alle Motorradklassen.
Die Rundstreckenrennen waren alle noch befahrenen und zugelassenen Rundkurse, das Schleizer Dreieck, der Sachsenring und das Frohburger Dreieck. Ende der 1980er Jahre gab es Pläne für eine permanente Rennstrecke in der Lausitz nach aktuellem FIA-Reglement, ähnlich dem Hungaroring in Ungarn und dem Automotodrom Brno in der Tschechoslowakei. Die Rennstrecke sollte in einem ehemaligen Braunkohletagebau entstehen und im ADMV wurden dazu schon weitreichende Pläne geschmiedet. Die Finanzierung, die vorrangig vom Staat zu leisten wäre, hätte alle Gelder, die für den Erhalt der letzten drei verbliebenen Rundstrecken der DDR zur Verfügung standen, einzig für den Bau der neuen Strecke aufgebraucht. Aus diesem Grund wurde das Projekt nicht verwirklicht.
Die zur Meisterschaft zählenden Bergrennen waren das Kyffhäuserbergrennen bei Nordhausen, das Heubergrennen in Friedrichroda, das Glasbachbergrennen bei Bad Liebenstein, das Rödertalrennen und bis 1988 das Naumburger Weinbergrennen.
Seit einigen Jahren veranstaltet die Historische Automobilrennsport Interessengemeinschaft Ostdeutschland (HAIGO) eine Oldtimer-Rennserie für Wagen der Formel Easter. In der HAIGO sind auch Tourenwagen der ehemaligen A600 und A1300 zu sehen. Außerdem starten die Fahrzeuge zum Teil bei Gleichmäßigkeitsprüfungen auf den alten Rennstrecken.